# Гореня Раван
Гореня Раван (словен. Gorenja Ravan) — поселення в общині Гореня вас-Поляне, Горенський регіон, Словенія. Висота над рівнем моря: 773,7 м.